# Eremitage

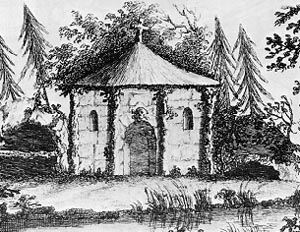
”Hermitage”, teckning av den engelske trädgårdsarkitekten Thomas Wright, 1755.

För andra betydelser se Eremitage (olika betydelser)
Eremitage (från franska ermitage, hermitage) betyder ursprungligen en eremits bostad; ett boställe som ligger långt från byar och städer, till exempel i skogen eller i öknen. Ett eremitage kan vara ett hus, en hydda eller en grotta där eremiten lever i avskildhet för att tillbringa sitt liv i bön och avhållsamhet.
En helt annan innebörd fick ordet eremitage (eller hermitage) på 1600-talet när det började användas för de lusthus och lustslott som adel och kungligheter lät bygga på sina lantegendomar. De kunde vara små fantasihus i slottsparken eller större byggnader. Att bygga lustslott, lusthus, och till och med eremitgrottor, var mode i 1600- och 1700-talens Europa. Kända eremitage är så skilda byggnader som Eremitageslottet i Dyrehaven i Köpenhamn uppfört 1734–36, Eremitaget i St Petersburg grundat 1764 och i Sverige Hagaparkens eremitage som planerades 1781 men aldrig byggdes.